# آرداواز باقومیان
آرداواز باقومیان (ارمنی: Արտավազդ Բաղումյան) فرزند ستراک (زادهٔ ۱۹۵۳) حقوق‌دان و سیاستمدار ارمنی‌تبار اهل ایران که به مدت شانزده سال نماینده دوره‌های دوم، سوم، چهارم، و نمایندهٔ دورهٔ پنجم مجلس شورای اسلامی از ۱۹۸۴ تا ۲۰۰۰ از حوزه انتخابیه مسیحیان ارمنی جنوب بوده است.

## زندگی‌نامه
وی در ۱۹۵۳ میلادی (۱۳۳۲ خورشیدی) در روستای سنگباران، شهرستان فریدن به دنیا آمد و در رشته حسابداری در دانشگاه اصفهان تحصیل نمود.